# آندره شالمل
آندره شالمل (فرانسوی: André Chalmel‎؛ زادهٔ ۱۰ اکتبر ۱۹۴۹) دوچرخه‌سوار اهل فرانسه است.
از باشگاه‌هایی که در آن رکاب زده‌است می‌توان به تیم دوچرخه‌سواری پژو و تیم دوچرخه‌سواری رنو اشاره کرد.